# Cartas del parque
Cartas del parque es una película dramática cubana estrenada en el 1988 y dirigida por Tomás Gutiérrez Alea.

## Sinopsis
La historia tiene lugar en la ciudad de Matanzas, cien kilómetros al oeste de La Habana, en 1913. Dos jóvenes enamorados (Ivonne López) y Juan (Miguel Paneke), donde cada uno por su lado y sin que el otro lo sepa, solicitan los servicios de un escribano para comunicarse a través de las cartas que este redacta. Poco a poco, los sentimientos del escribano van a imponerse por encima de su voluntad y revelarán una verdad eterna: al amor no se le puede hacer trampas; es el amor quien domina en este juego.